# Almanzor
Abu ʿAmir Muhammad ben Abi ʿAmir al-Maʿafirí (en árabe: أبو عامر محمد بن أبي عامر ابن عبد الله المعافري‎), llamado al-Manṣūr (المنصور), «el Victorioso», más conocido como Almanzor (c. 939-Medinaceli, 9 de agosto del 1002), fue un militar y político andalusí. Como canciller del Califato de Córdoba y hayib o chambelán del débil califa Hisham II, Almanzor fue el gobernante de facto de la Iberia Islámica.
Nacido en una alquería en las afueras de Turrush en el seno de una familia de origen árabe yemení con algunos antepasados jurisconsultos, marchó joven a Córdoba a formarse como alfaquí. Después de unos comienzos humildes, ingresó en la Administración y pronto se ganó la confianza de la favorita del califa, Subh, madre de sus hijos. Gracias a esta protección y a su propia eficiencia, acumuló rápidamente numerosos cargos.
Durante el califato de Alhakén II, ocupó importantes cargos administrativos, como los de director de la ceca (967), administrador de la favorita del califa y de sus hijos y de las herencias intestadas o intendente del ejército del general Gálib (973). La muerte de este califa en el 976 marcó el comienzo de la época califal dominada por su figura, que continuó más allá de su muerte con el gobierno de dos de sus hijos, primero Abd al-Málik al-Muzáffar y luego Abd al-Rahman Ibn Sanchul (Abedrramán Sanchuelo), hasta 1009. Como chambelán del califato (desde el 978), ejerció un poder extraordinario en el Estado andalusí, en toda la península ibérica y en parte del Magreb, mientras el califa Hisham II quedaba relegado por Almanzor a un estatus casi que puramente figurativo.
Su «portentosa» ascensión al poder ha sido explicada por una insaciable «sed de dominio», pero el historiador Eduardo Manzano Moreno advierte que «debe entenderse en el marco de las complejas luchas internas que se desarrollaban en el seno de la administración omeya». Profundamente religioso, recibió el apoyo pragmático de las autoridades religiosas musulmanas a su control del poder político, sin que ello evitase tensiones periódicas entre el caudillo y aquellas. La base de su poder estuvo en su defensa de la yihad que, al no ser califa, debía proclamar en nombre de este. Su imagen de paladín del islam sirvió para justificar su asunción de la autoridad gubernamental. Habiendo acaparado el dominio político en el califato, llevó a cabo profundas reformas tanto en la política exterior como en la interior.
Realizó numerosas y victoriosas campañas tanto en el Magreb como en la península ibérica. En la Península sus incursiones contra los reinos cristianos, conocidas como aceifas, solo lograron detener temporalmente el avance de estos hacia el sur. A pesar de sus abundantes triunfos militares, apenas recuperó territorio.

## Orígenes y juventud

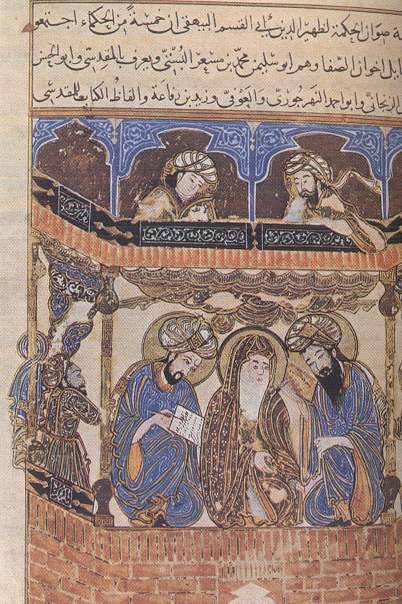
Alfaquí con pupilos, según una miniatura abasí. Varios antepasados de Almanzor habían recibido instrucción como tales, una tradición familiar que continuó el propio Almanzor.

Aunque existen dudas acerca de la fecha exacta de su nacimiento, todo parece indicar que este se produjo hacia el año 939. Vino al mundo en el seno de una familia terrateniente árabe de origen yemení, de la tribu Maʿafir, establecida desde la conquista de la Hispania visigoda en Torrox, una alquería perteneciente a la cora de al-Yazírat, junto a la desembocadura del río Guadiaro. En este lugar había recibido su familia de manos de Táriq ibn Ziyad unas tierras como premio a la destacada actuación de un antepasado, de nombre Abd al-Málik, en la conquista de Al-Ándalus, que se había distinguido en la toma de Carteya. La abundancia de topónimos derivados del árabe Turrux en Andalucía —principalmente en las provincias de Málaga y Granada— ha propiciado que varias ciudades hayan sido señaladas equivocadamente como cuna del militar andalusí.
Algunos amiríes habían desempeñado funciones de cadíes y de juristas. La posición de la familia mejoró notablemente con el nombramiento del abuelo paterno de Almanzor como cadí de Sevilla y con su casamiento con una hija de un visir, gobernador de Badajoz y médico del califa Abderramán III. Al padre del Almanzor, Abd Allah, se le describe como un hombre piadoso, bondadoso y ascético, que murió en Trípoli cuando regresaba de su peregrinación a La Meca. Su madre, Burayha, también pertenecía a una familia árabe. Aun así, la familia era de rango medio, modesta y provinciana.

## Ascenso en la corte califal

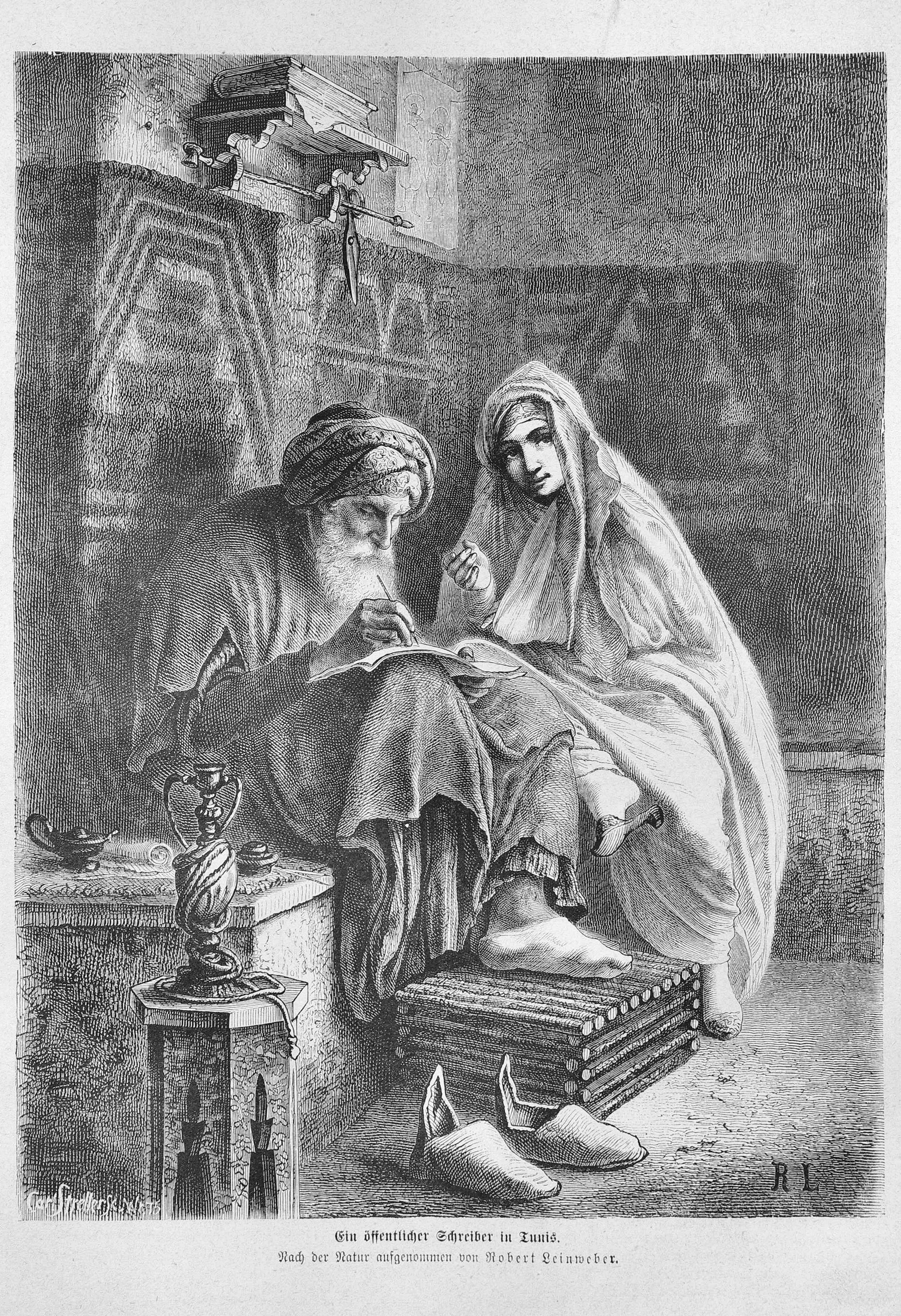
Escribano, en una representación decimonónica. Tras completar sus estudios como alfaquí, el joven Almanzor hubo de adoptar esta profesión por la mala situación económica de su familia tras el fallecimiento de su padre.

Muy joven, Ibn Abi ʿAmir se trasladó a Córdoba, donde desarrolló sus estudios de Derecho y de Letras bajo la tutela de su tío materno. Esta formación debía facilitarle ingresar en la Administración estatal, ya que las oportunidades de ascenso en las fuerzas armadas eran limitadas para los árabes. Recibió, como muchos otros jóvenes de familia acomodada, formación en interpretación del Corán, tradición profética y aplicación de la ley islámica, completando así su educación como alfaquí, con intención de convertirse en juez. De esta época, conservó su gusto por la literatura. Instruido por renombrados maestros de la tradición legal islámica y las letras, mostró talento en estos estudios.
La muerte de su padre y la mala situación familiar le llevaron a abandonar los estudios y tomar la profesión de escribano. Después de ocupar un modesto puesto de memorialista junto al alcázar y a la mezquita de Córdoba —cerca de las oficinas de la Administración— para ganarse el sustento, el joven pronto destacó por sus cualidades y ambición e inició su fulgurante carrera política como escribano de la sala de audiencias del cadí jefe de la capital, Muhámmad ibn al-Salim. Este era un importante consejero del califa Al-Hákam II, a pesar de que sus cargos eran exclusivamente religiosos y no políticos. Pronto llamó la atención del visir Yaáfar al-Mushafi, amo de la administración civil, que le introduciría en la corte califal, probablemente recomendado por Ibn al-Salim. Para entonces ya destacaba por sus conocimientos y competencia profesional, que volvería a demostrar en los cargos que pronto comenzó a acumular en la Administración. Almanzor, con unos treinta años, fue uno de los jóvenes funcionarios que tomaron parte en el relevo generacional de la corte al comienzo del reinado de Al-Hákam.

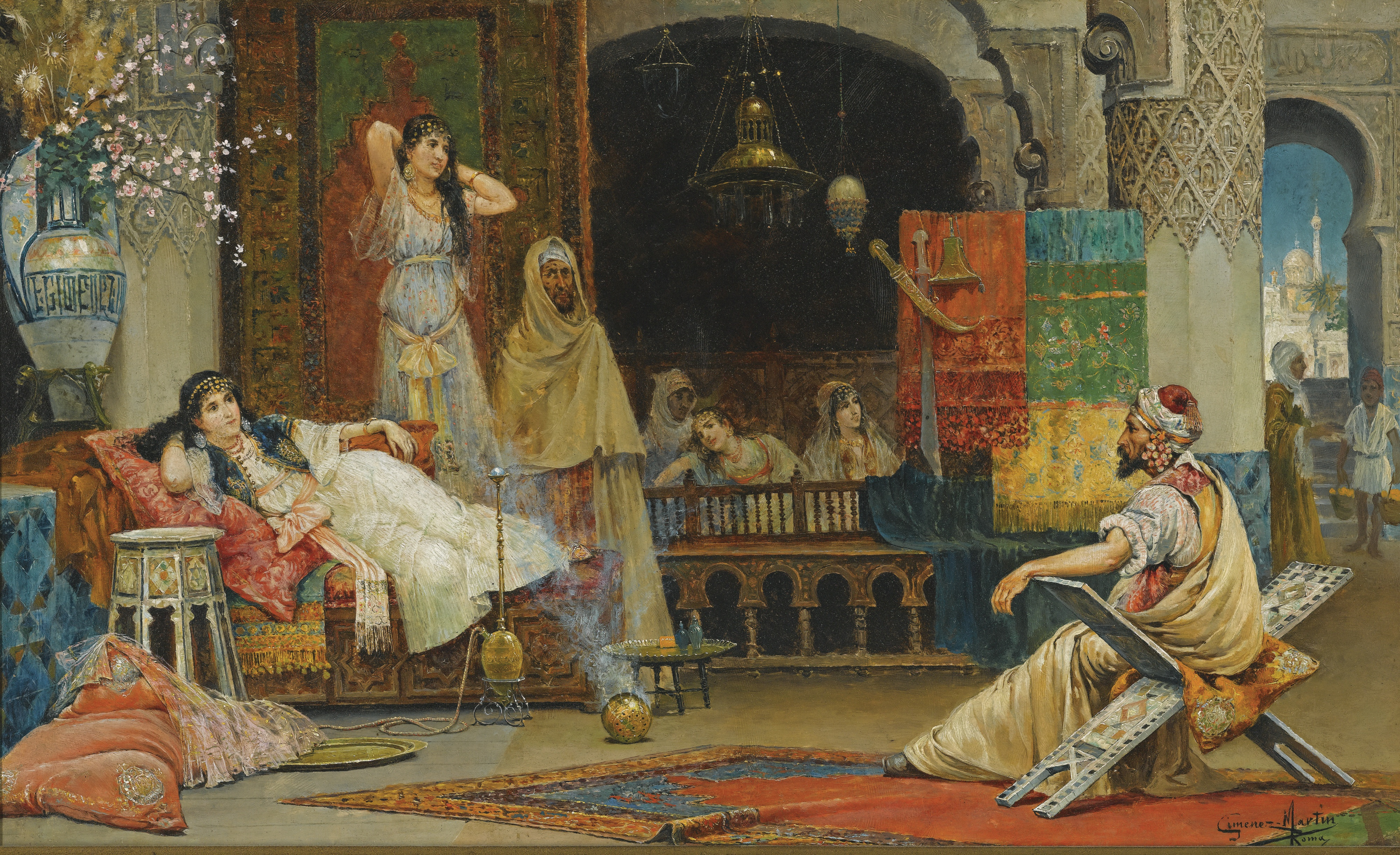
Escena de harén. Poco después de su ingreso en la Administración califal, Almanzor forjó una duradera alianza con la madre del heredero al trono del califato, la favorita Subh, que solo se quebró en el 996 por las ambiciones de Almanzor, que Subh consideraba una amenaza para su hijo Hisham.

A finales de febrero del 967, se convirtió en intendente del príncipe Abderramán, hijo y heredero del califa Alhakén II y de su favorita, la vascona Subh (Aurora), con la cual estableció una relación privilegiada sumamente beneficiosa para su carrera. A pesar de que su cometido era probablemente secundario, su responsabilidad de gestor de los bienes del heredero al trono califal y los de su madre le otorgaba una gran cercanía a la familia reinante. Rápidamente, comenzó a acumular importantes cargos. Siete meses después de su primer nombramiento y gracias a la intercesión de la favorita real, se convirtió en director de la ceca y, en diciembre del 968, fue nombrado tesorero de las herencias vacantes. Al año siguiente, fue promovido a cadí de Sevilla y de Niebla —uno de los más importantes del Estado— y en el 970, a la muerte del príncipe Abderramán, pasó a ser el administrador del joven heredero, Hisham. Por esta época contrajo matrimonio con la hermana del jefe de la guardia califal y cliente del nuevo heredero al trono. Comenzó a enriquecerse, se hizo construir una residencia en al-Rusafa, cerca del antiguo palacio de Abderramán I, y empezó a realizar suntuosos regalos al harén califal y se le acusó de malversación tras ser destituido de su cargo como responsable de la ceca en marzo del 972. Ayudado financieramente para cubrir el supuesto desfalco, obtuvo el mando de la shurta media (policía) y mantuvo el resto de cargos, incluido el de administrador del heredero y de las herencias vacantes.
En el 973, se le encargaron los aspectos logísticos, administrativos y diplomáticos de la campaña califal contra los idrisíes en el Magreb, con el puesto oficial de gran cadí de las posesiones omeyas en el Magreb. La importancia de la flota en la campaña y su dependencia de Sevilla, de donde Almanzor era cadí y por tanto responsable de sus instalaciones, y la confianza del propio califa y de su chambelán le facilitaron obtener esta responsabilidad. El encargo traía consigo autoridad sobre civiles y militares y, en la práctica, la supervisión de la campaña. Entre sus tareas se encontraba la fundamental de obtener el sometimiento de los notables de la región mediante la entrega de regalos formales que indicaban la lealtad de estos al califa y que, junto con las victorias militares, minaron la posición del enemigo. Conseguida la victoria contra los idrisíes, regresó enfermo a la corte cordobesa en septiembre del 974, con la intención de recuperarse y retomar sus funciones. Nunca volvió al norte de África. Su experiencia como supervisor de las tropas enroladas para la campaña magrebí le brindó la oportunidad de apreciar la posible utilidad política de estas si lograba su control. Le permitió asimismo establecer relaciones con los jefes tribales de la zona y con su futuro y poderoso suegro, Gálib, quien había dirigido los aspectos militares de la operación. Su habilidad para gestionar los aspectos organizativos y económicos de la campaña, ampliamente reconocida y premiada meses antes con su nombramiento nuevamente como jefe de la ceca califal, supuso el comienzo de su éxito político. En los últimos meses de enfermedad de Al-Hákam, este le nombró inspector de las tropas profesionales, en las que se habían incluido el grueso de los bereberes traídos del Magreb por el califa para tratar de formar una fuerza leal a su persona que garantizase el acceso al trono de su joven hijo.

## La conquista del poder

### Eliminación de los pretendientes y triunvirato
El fallecimiento del califa Al-Hákam II el 1 de octubre del 976 y la proclamación de su hijo Hisham inauguraron un nuevo periodo ascendente en la carrera política de Almanzor. Supuso asimismo un acontecimiento crucial en la historia del califato, que, a partir de entonces, quedó marcada por su figura y por el arrinconamiento paulatino del tercer califa andalusí. Al-Ándalus atravesaba en aquel momento una grave crisis de sucesión, porque el sucesor designado, Hisham, nacido en el 965, era demasiado joven para reinar, pues contaba con apenas ocho o nueve años cuando su padre le asoció al gobierno en el 974 y era, por tanto, menor de edad cuando su padre falleció. Esta era una situación extraordinaria pues nunca antes el emirato o el califato habían quedado en manos de un menor. Algunas escuelas de jurisprudencia islámicas rechazaban la posibilidad de que un menor alcanzase el puesto de califa, pero la tradición omeya andalusí había afianzado la herencia de padres a hijos y el caso de Abderramán III suponía un precedente. Ante esta situación, y a pesar de los esfuerzos de Al-Hákam durante los últimos años de reinado para asegurar la sucesión de su hijo asociándole a las tareas de gobierno, el entorno del difunto se dividió. Había quienes eran partidarios de designar un regente, el chambelán al-Mushafi, mientras que otros preferían dar el título califal a uno de los hermanos del difunto, al-Mughira, de veintisiete años.
A la muerte de Al-Hákam, dos destacados esclavones —uno, tío del nuevo califa— con importantes puestos en la corte trataron de proclamar califa a al-Mughira —obligándole, no obstante, a nombrar a Hisham como su heredero— y de desembarazarse del chambelán Al-Mushafi. Los dos —que más tarde ocuparían los lugares más destacados en la ceremonia de proclamación de Hisham una vez frustrado su plan— contaban con el apoyo de los mil esclavones de la corte y con el control de la guardia de palacio. El chambelán, verdadero centro del poder político tras el fallecimiento de al-Hákam e incluso en los últimos años del reinado de este, desbarató rápidamente la conjura con la ayuda de Subh y encargó a Almanzor —por entonces ya destacado funcionario y miembro de la corte, con acceso privilegiado al joven califa y a su madre— el asesinato del pretendiente. El apoyo de Almanzor —mano derecha de Subh— al joven califa resultó crucial para su ascenso hacia el poder. El chambelán había fingido apoyar a los confabulados para, a continuación, frustrar su plan gracias al apoyo de tropas bereberes.
Almanzor, obediente, pero reacio, rodeó la residencia de al-Mughira con un destacamento de cien soldados, irrumpió en él y notificó a al-Mughira la muerte de al-Hákam y la entronización de Hisam II. El joven tío de Hisham manifestó su lealtad a este; ante las dudas de Almanzor, al-Mushafi exigió el cumplimiento de la orden de asesinar al pretendiente. Al-Mughira fue estrangulado ante su familia en el salón de su casa y colgado de una viga de la techumbre de una estancia aneja, como si se hubiera suicidado. Al-Mushafi garantizó así los deseos de su difunto señor de asegurar el acceso al trono de Hisham. Los partidarios del joven califa se apoyaron en la guardia bereber, creada por al-Hákam para su hijo, para enfrentarse a los esclavones; más de ochocientos de estos fueron expulsados de palacio como resultado de la crisis.
Hisham II fue investido califa el lunes 1 de octubre del 976 con el título de al-Mu'ayyad bi-llah, es decir, «el que recibe la asistencia de Dios». Almanzor participó en la ceremonia recogiendo en las actas los juramentos de fidelidad de los asistentes, después de que estos se hiciesen ante el cadí. Seis días después de su investidura, el 8 de octubre de 976, Hisham nombró hayib —chambelán o primer ministro— a al-Mushafi y visir y delegado del hayib a Almanzor, que tenía entonces 36 años. Este mantuvo una posición de singular importancia como vínculo entre la madre del nuevo califa —en la práctica rectora del Gobierno ante la minoría de Hisham— y la Administración encabezada por al-Mushafi. El poder había quedado en realidad en manos de un triunvirato formado por el chambelán al-Mushafi, el visir Almanzor y el general Gálib. Para aumentar el favor de la población hacia el nuevo califa niño y reforzar su posición, estos abolieron el impopular impuesto sobre el aceite.

### Ruina de al-Mushafi

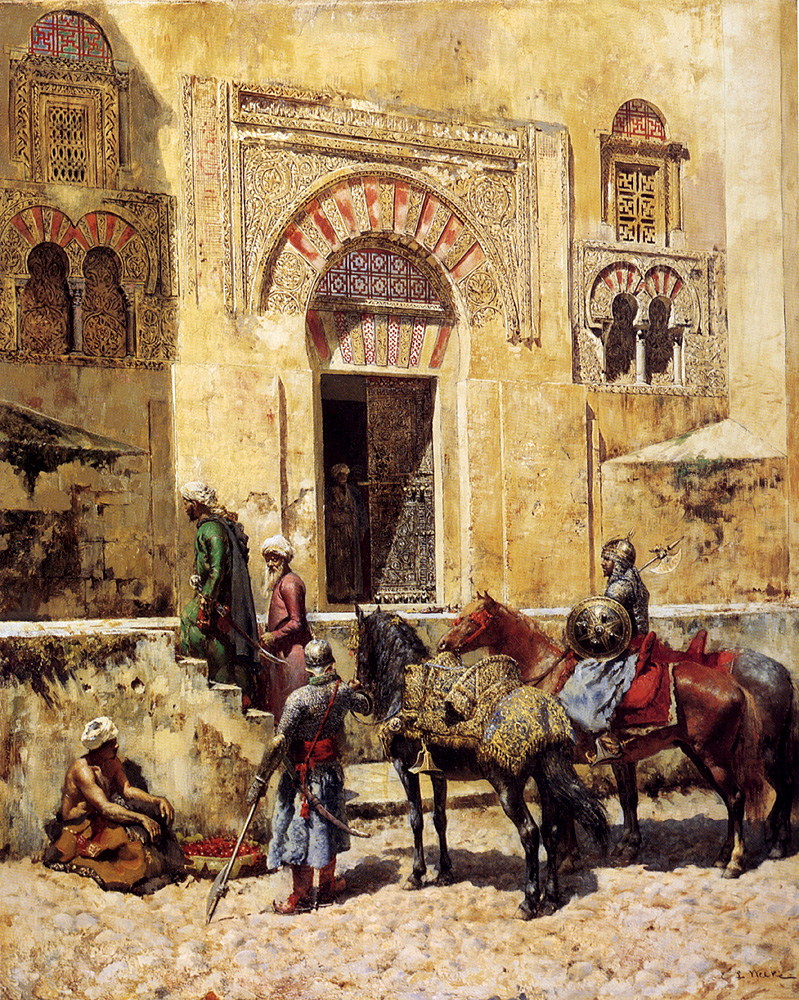
Soldados junto a la mezquita según una representación decimonónica. Almanzor logró pronto el control del ejército de la capital, que acantonó en su nueva residencia fortificada de Medina Alzahira, construida en el 979.

Si bien la alianza entre al-Mushafi y Almanzor había minado el tradicional poder de los esclavones en la corte, las relaciones entre los dos se deterioraron al poco tiempo. La incapacidad del chambelán para enfrentarse a la crisis de prestigio exterior, causada por las intrigas sucesorias y las incursiones cristianas que en el 976 casi alcanzaron la capital, permitió a Almanzor hacerse con el mando de las tropas del ejército de la capital del califato tras asegurar a Subh su capacidad para restaurar el prestigio militar que al-Mushafi no había conseguido recuperar. Almanzor, al contrario que el chambelán, se inclinaba por la respuesta militar a las correrías cristianas y se mostró dispuesto a comandar la aceifa de represalia. Al-Mushafi, por el contrario, había abogado por una estrategia defensiva que, en la práctica y a pesar del poderío militar cordobés, hubiese entregado a los Estados cristianos los territorios al norte del Guadiana. Gracias también a la influencia de Subh, Gálib obtuvo al mismo tiempo el gobierno de la Marca Inferior y el mando de los ejércitos fronterizos.
En febrero de 977, partió de la capital para realizar su primera campaña en Salamanca, siguiendo aún simplemente la estrategia de contención de los Estados cristianos mantenida durante el reinado anterior. Su nombramiento como alcaide —jefe de un ejército— de las tropas capitalinas supuso el acercamiento a Gálib —alcaide de los ejércitos fronterizos— y el fin del triunvirato que los dos formaban con al-Mushafi. La primera campaña, de casi dos meses de duración, le llevó a saquear los arrabales de los salmantinos Baños de Ledesma y capturar dos mil prisioneras que trajo a Córdoba, aunque no logró tomar fortaleza alguna. En el otoño, atacaba Salamanca.
El nuevo prestigio militar de Almanzor ganado gracias a su capacidad de rechazar a las fuerzas cristianas y atacar Cuéllar —durante la segunda aceifa del 977— y Salamanca —en el otoño del mismo año, nuevamente no con objetivos de conquista sino de debilitamiento del enemigo y ganancia de renombre— le permitió solicitar el puesto de prefecto de Córdoba, que hasta entonces había desempeñado un hijo de al-Mushafi. La nueva reputación militar de Almanzor, el respaldo del harén y el de Gálib le permitieron obtener el puesto sin el consentimiento del chambelán. Esta acción supuso el enfrentamiento abierto entre Almanzor, hasta entonces aparente servidor fiel y eficiente del chambelán, y al-Mushafi. Este —que debía su poder al respaldo del anterior califa, carecía de apoyos firmes y era considerado un advenedizo por las familias más destacadas de la Administración cordobesa— trató de contrarrestar la alianza entre los otros dos triunviros mediante el casamiento de otro de sus hijos con la hija de Gálib, Asma. Almanzor —que se había ganado con astucia el favor de la madre del califa, de Gálib y de las principales familias del funcionariado califal— intervino con habilidad, utilizando la intercesión de Subh y dirigiéndose directamente a Gálib para lograr que este retirase su beneplácito inicial y ser él mismo el que desposase a la hija de este. La fastuosa boda se celebró en la primavera de 978, ocho meses después de la firma del contrato matrimonial, selló la alianza entre Gálib y Almanzor y marcó la decadencia del poder del chambelán. Pocos días después de la boda, Gálib y Almanzor partieron a realizar una nueva aceifa que alcanzó Salamanca. Los éxitos militares aumentaron el poder de los dos aliados y minaron aún más el del chambelán en la corte. Los alcaides recibieron nuevos títulos para recompensar sus victorias y se nombró a Almanzor «visir doble», de Interior y Defensa, los dos visiratos más importantes. Gálib obtuvo el título de chambelán —situación inaudita pues nunca habían existido dos chambelanes al mismo tiempo— lo que privó a al-Mushafi de la mayoría de sus funciones; a finales de 977, se le destituyó y encarceló. Sus familiares y partidarios en puestos de la Administración fueron arrestados y sus posesiones, confiscadas. Almanzor sucedió al derrotado al-Mushafi como segundo chambelán del califato. Los cargos más importantes quedaron en manos de personas de su confianza, en algunos casos, de familiares. La eliminación del antiguo chambelán hizo que el califa fuese visto cada vez menos y que Almanzor se convirtiese paulatinamente en el intermediario entre su señor y el resto del mundo. Consciente de que su poder emanaba de Hisham, Almanzor se cuidó, sin embargo, de seguir manteniendo las apariencias de soberanía del menor.
El descontento con la minoría real y la regencia alimentó una nueva rebelión organizada por destacados miembros de la corte a finales del 978. Los confabulados pretendían sustituir a Hisham por uno de sus primos, nieto de Abderramán III. Un improvisado intento de matar a puñaladas al califa fracasó y condujo a la brutal represión de los conjurados por insistencia de Subh y Almanzor —no sin vencer la resistencia de importantes jurisconsultos—. Esta puso fin a los intentos de sustituir al califa por otro miembro de la dinastía omeya, produjo la huida de la capital de cualquier posible pretendiente y la vigilancia estrecha de los miembros de la familia omeya y llevó a la construcción el año siguiente de una nueva residencia fortificada para Almanzor, Medina Alzahira (la «Ciudad Resplandeciente») —la obra se prolongó hasta el 989—. En esta nueva residencia, situada al este de la ciudad, residían las tropas que le eran fieles y parte de la Administración estatal y fue donde formó una suntuosa corte a su alrededor. Además y para calmar el malestar entre los alfaquíes por la represión de los conjurados contra Hisham y su valido —confabulación en la que algunos habían estado envueltos—, estableció una comisión para expurgar la biblioteca de Alhakén.
Ya como chambelán, en el verano había dirigido una nueva aceifa, esta vez en el noreste, contra Pamplona y Barcelona, de más de dos meses de duración. En el otoño realizó una nueva incursión, esta vez hacia Ledesma, de poco más de un mes de duración. En mayo del año siguiente, dirigió una nueva campaña en esta región. La siguiente incursión, durante el verano, se encaminó a Sepúlveda. En septiembre del 979, mandó desde Algeciras el auxilio de Ceuta, amenazada por la victoriosa campaña de Buluggin ibn Ziri, favorable a los fatimíes, contra los clientes omeyas en el Magreb occidental. Más tarde, la ciudad se convirtió en centro de la política magrebí del Almanzor.

### Enfrentamiento con Gálib
Aplastada la oposición en la corte, pronto los dos duunviros se enfrentaron. El viejo general se oponía a la postración a la que Almanzor, que se dedicó a reforzar su poder y a controlar el acceso al califa, sometía a este. Para Gálib, las maniobras de su aliado —que incluían la construcción de su nueva residencia palaciega y el reforzamiento de las unidades bereberes además del control del califa— acabarían por dañar a la dinastía. Por su parte, para Almanzor el continuo prestigio militar de su suegro oscurecía sus hazañas militares, a pesar de las sucesivas campañas victoriosas. Tras diversas algaradas conjuntas en territorio cristiano, dirigidas principalmente por el veterano Gálib a pesar de la creciente experiencia militar de su yerno, el enfrentamiento estalló en la primavera del 980, durante una campaña en Atienza. Almanzor, herido, salvó la vida sólo gracias a la intercesión del cadí de Medinaceli, pero reaccionó de inmediato atacando esta fortaleza, donde se hallaba la familia de su suegro y que entregó al pillaje una vez tomada. Almanzor continuó su camino hacia el norte, aunque el enfrentamiento con Gálib, fortificado en Atienza, acortó la campaña, la segunda contra Castilla desde el 975. Gálib se vio obligado a exiliarse en territorio cristiano. En el otoño, Almanzor dirigió una nueva ofensiva, cuyo objetivo, «Almunia», se desconoce. En el 981, año de gran actividad guerrera para Almanzor, mandó cinco campañas militares, las primeras en febrero y en marzo.
Tras varios choques entre los duunviros favorables a Almanzor, en abril del 981, Gálib, aliado con castellanos y navarros, lo derrotó. En mayo Almanzor contraatacó tras haber reunido tropas bereberes, las suyas propias cordobesas y algunas de las unidades de frontera que su enemigo había mandado durante largo tiempo. Gálib, por su parte, contaba con el respaldo de otra parte de las fuerzas fronterizas del califato y las de sus aliados castellanos y navarros. A punto de lograr la victoria sobre su yerno el 10 de julio del 981, se le halló muerto en un barranco sin señales de violencia, posiblemente fallecido de forma natural —contaba casi ochenta años—, lo que selló el poderío de Almanzor. Las tropas de su rival, desconcertadas por la muerte de su caudillo, se pasaron en gran parte a su bandera. El cadáver de Gálib fue brutalmente mutilado —primero por sus propias tropas, instigadas por Almanzor, que deseaba probar la muerte de su enemigo— y expuesto en Córdoba; varios de sus principales aliados perdieron también la vida en la batalla, que le otorgó a Almanzor su sobrenombre de «el Victorioso» por el que es conocido. Sus títulos honoríficos y los de su familia no contenían referencia a Alá, pues estos se reservaban al califa. La desaparición de Gálib le convirtió en chambelán único y le permitió eliminar cualquier posible opositor cortesano, aunque su legitimidad provenía únicamente de su cargo como regente del califa y de la tolerancia de la madre de este. Desde la eliminación de Gálib, concentró el poder del califa en su persona.
Ese mismo año, saqueó Zamora y sus alrededores en una campaña otoñal en septiembre. Un mes más tarde, atacó tierras portuguesas, probablemente Viseo.

### Alianza con la reina madre y problemas de gobierno
Durante veinte años y hasta la ruptura de su alianza en el 996, Almanzor actuó en parte como representante de la poderosa madre del califa, su informante y comandante de los ejércitos y de la policía. Era ella quien tomaba gran parte de las decisiones, consultada por los regentes de su hijo. La mayoría de edad del califa no cambió la situación ya que no reclamó el poder, posiblemente por algún tipo de enfermedad o incapacidad para desempeñar las responsabilidades del cargo. En realidad, Almanzor no actuaba solo como usurpador del poder califal, sino también como tutor del califa incapacitado y garante del poder dinástico. Su puesto como mero controlador de la Administración y del Ejército en nombre de Hisham, sin embargo, le hacía sustituible, por lo que tomó medidas para reforzar su posición. La capital quedó en manos de un primo suyo, que la controló férreamente. Ascendió a una serie de partidarios, generalmente mal vistos y considerados despóticos, que tras la disgregación del califato consiguieron hacerse con el dominio de diversas taifas. Se alió además con importantes señores fronterizos.
En el 988 y 989 tuvo que enfrentarse a una doble amenaza: una larga sequía que produjo carestía, obligándole a aplicar algunas medidas sociales para aliviar la penuria (entrega de pan o rescisión de impuestos, entre otros) y el surgimiento de una nueva rebelión contra él en la que participó su hijo mayor. Logró desbaratar la conjura para convertirlo en soberano —en la que participaban también el gobernador de Zaragoza, ʿAbd al-Raḥmān ben al-Muțarrif, y el de Toledo, un omeya descendiente lejano de Alhakén I, ʿAbd Allāh ben ʿAbd al-ʿAzīz al-Marwānī o Abdalá «Piedra Seca»—, pero no someter a su hijo a pesar de sus esfuerzos. Refugiado este con los castellanos tras el arresto de sus compañeros de confabulación, Almanzor solicitó finalmente y obtuvo su entrega tras una victoriosa campaña por Castilla y lo mandó ajusticiar. En el amanecer del 8 de septiembre de 990 era decapitado. La muerte de su primogénito le supuso un duro golpe e hizo que presentase su rebelión como el acto de un hijo falso, al que repudió al tiempo que mandaba ejecutar a los que le habían dado muerte por orden suya. El gobernador de Zaragoza sería ejecutado en su presencia mientras que «Piedra Seca» salvaría la vida, quizás porque Almanzor no quería mancharse las manos con sangre omeya.
También tuvo Almanzor encontronazos con algunos poetas satíricos enemigos suyos: Abu Yafar al Mushafi (m. 982); Yûsuf ibn Hârûn al-Ramâdî (m. 1012-3), conocido como Abû Ceniza, que fue  enemigo de al-Hakam y Almanzor y escribía también moaxajas. Perseguido y, posteriormente, perdonado, marchó a Barcelona en 986. También Ibrahim ibn Idrís al-Hassaní pagó su sátira a Almanzor con el exilio en África. Prisionero de Almanzor fue el poeta Abû Marwân al-Yazîri, que murió en la cárcel en 1003.

## Almanzor, caudillo de al-Ándalus

### Ruptura con Subh y concentración del poder político

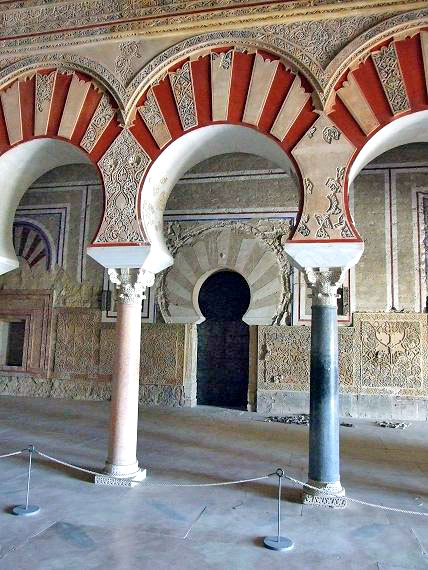
Interior de Medina Azahara. En la similar y rival Medina Alzahira, residencia fortificada construida por Almanzor, este encerró lujosamente al califa Hisham II tras el fallido intento de rebelión de su madre Subh tras largos años de alianza entre ambos.

Eliminado Gálib, incapaz Hisham de desempeñar sus obligaciones como califa y ya mayor, Almanzor comenzó a sopesar el preparar su sucesión y el tomar oficialmente el poder, sustituyendo incluso al califa incapaz. En el 989, trató infructuosamente de que los alfaquíes aceptasen como mezquita aljama la de Medina Alzahira. Desde el 991, asoció a su hijo Abd al-Málik de manera similar a como Alhaken había hecho con Hisham: le nombró chambelán y alcaide supremo de los ejércitos califales, aunque sin apartarse él mismo del poder. Al mismo tiempo, presentó discretamente ante los alfaquíes que asesoraban al cadí mayor la posibilidad de que él mismo sustituyese al califa pues este era incapaz y nadie en ese estado podía mantener el cargo. La regencia, antes justificada por la minoría de edad de Hisham, no podía ya justificarse por la mera ineptitud de este para llevar a cabo sus funciones. El dictamen, sin embargo, fue negativo: el relevo de Hisham, según los juristas consultados, debía recaer en otro miembro de la tribu del profeta. Almanzor aceptó la decisión a regañadientes y en los años siguientes fue arrogándose mayor poder e incluso competencias que correspondían al califa: confirmó con su sello —y no con el del califa, a pesar de obrar en su poder— los nombramientos oficiales, nombró un nuevo responsable de la ceca, se apropió nuevos títulos y mantuvo parte de la Administración en su residencia fortificada de Medina Alzahira. Hizo también que su nombre se mencionase tras el del califa en los rezos del viernes y mantuvo una corte paralela a la del soberano en su nueva residencia de al-Zahira. En el 991, por presión del chambelán, el consejo de alfaquíes cambió su dictamen desfavorable a la conversión de la mezquita de Medina Alzahira en mezquita mayor, aunque su uso siguió estando mal visto por muchos notables cordobeses.
Los intentos de acaparar el poder pusieron fin a la larga alianza entre Almanzor y Subh en el 996. Tras veinte años como representante de Subh, Almanzor se enfrentó a la madre del califa y sus partidarios. El choque entre ambas camarillas se desencadenó por la sustracción por parte de Subh de ochenta mil dinares del tesoro real para financiar un levantamiento contra el chambelán, que este descubrió gracias a sus agentes en el alcázar. Almanzor reaccionó solicitando y logrando el traslado del tesoro califal a su residencia de Medina Alzahira tras plantear la sustracción como un robo por parte del harén, transferencia que aprobó el consejo de visires y alfaquíes. Enfermo Almanzor, Subh sublevó el alcázar, que trató en vano de oponerse al traslado del dinero. Abd al-Málik logró el respaldo de los visires, el repudio del califa a la rebelión de su madre a finales de mayo del 996 y la custodia del tesoro califal. Descabezada la rebelión en la península por la pérdida de financiación y la rápida derrota de sus escasos partidarios, el dinero anteriormente sustraído permitió a Subh fomentarla en el Magreb. Aunque en el otoño del 997 Almanzor no había logrado aún sofocar la revuelta en el Magreb, esta tampoco había conseguido apoyos en la península.
Para reforzar su imagen y la de su hijo y sucesor, Almanzor organizó un desfile con el califa y su madre. El gesto servía para disipar cualquier duda sobre el apoyo del califa a Almanzor y para rechazar así las acusaciones de Ziri ibn Atiyya lanzadas desde el Magreb. Acabada la procesión, Hisham quedó encerrado —con todas las comodidades, pero carente de poder— en Medina Alzahira, donde probablemente también quedó presa su madre. Esta había perdido su enfrentamiento con su antiguo aliado y murió poco después, en el 999. Almanzor, que había renovado su juramento de fidelidad al califa con la condición de que este delegase sus poderes en su familia, salió reforzado, envió a su hijo a combatir la rebelión magrebí y acaparó todo el poder administrativo. Contó para ello con el beneplácito de la cúpula religiosa del califato que, temiendo una posible guerra civil, respaldaba la posición de Almanzor como garante de la estabilidad y del trono del impotente Hisham. El poder estatal se dividió en dos: el simbólico y legítimo del califa, arrinconado por Almanzor del ejercicio de este, y el del chambelán y sus sucesores, carentes de legitimidad —por ser yemeníes y no de la tribu del profeta—, pero detentadores del dominio de la política califal.

### Reforma del Ejército y de la Administración
La separación entre el poder temporal, ostentado por Almanzor, y el espiritual, en manos de Hisham como califa, aumentó la importancia de la fuerza militar, símbolo —junto con el nuevo ceremonial de la corte del chambelán, rival de la del propio califa— del poder del primero e instrumento para garantizar el pago de los tributos.
Almanzor continuó con éxito las reformas militares que comenzaron Alhaken y sus predecesores y que englobaron diversos aspectos. Por un lado, aumentó la profesionalización del Ejército regular, necesaria tanto para garantizar en todo momento su poder militar en la capital como para hacer frente con más garantías a las numerosas aceifas, que eran una de las fuentes de la legitimidad de su poder político. Esto conllevó una pérdida de importancia de las levas y de las tropas no profesionales, que sustituyó con impuestos que servían para sostener los contingentes de tropas profesionales, a menudo esclavones o magrebíes al tiempo que libraban a los andalusíes del servicio militar. El reclutamiento de esclavones y bereberes no era nuevo y databa de reinados anteriores, pero Almanzor lo amplió. Por otro lado, creó nuevas unidades que, a diferencia de las del Ejército regular califal, le eran fieles primordialmente a él mismo y servían para controlar la capital. Ya el emir Abderramán I las había utilizado, logrando organizar un ejército permanente de cuarenta mil bereberes y esclavones que usó para acabar con los conflictos que hasta entonces asolaban el emirato. En tiempos del emir Muhammad I de Córdoba el ejército alcanzaba los treinta y cinco a cuarenta mil combatientes, la mitad de ellos ŷundíes sirios. Esta contratación masiva de mercenarios y esclavones hacía que, según los cronistas cristianos, «de ordinario los ejércitos sarracenos ascienden a 30, 40, 50, o 60 000 hombres, bien que en las graves ocasiones llegan a 100, 160, 300 y aun 600 000 combatientes». De hecho, se había llegado a afirmar que, en tiempos de Almanzor, los ejércitos cordobeses podían reunir seiscientos mil peones y doscientos mil caballos «sacados de todas las provincias del imperio».

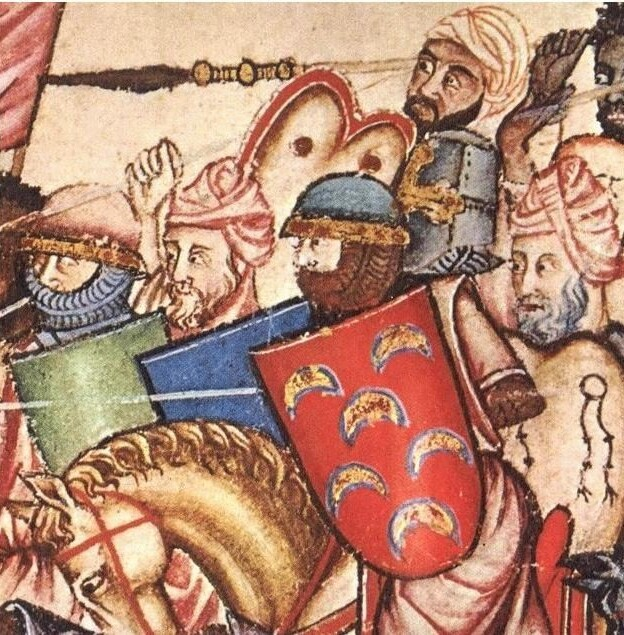
Tropas de Almanzor representadas en las Cantigas de Santa María. El chambelán llevó a cabo una profunda reforma militar.

Con el fin de acabar con una posible amenaza a su poder así como de mejorar la eficacia militar, abolió el sistema tribal de unidades —en decadencia por la falta de árabes y por la formación de pseudofeudos fronterizos—, en el que las distintas tribus quedaban a cargo de un jefe y que había causado continuos choques, y lo sustituyó por unidades mixtas, sin lealtad clara y mandadas por funcionarios de la Administración. El nuevo núcleo del Ejército, sin embargo, lo formaban las crecientes fuerzas bereberes magrebíes. Las rivalidades étnicas entre árabes, bereberes y eslavos dentro del ejército andalusí eran utilizadas hábilmente por Almanzor para mantener su propio poder, por ejemplo, ordenando que toda unidad del ejército estuviera formada por diversas etnias para que no se unieran en su contra; impidiendo así el surgimiento de posibles rivales. Sin embargo, una vez desaparecida su figura centralizadora, fueron una de las causas principales de la guerra civil. A las fuerzas bereberes se unieron asimismo contingentes de mercenarios cristianos, bien remunerados, que formaban el grueso de la guardia personal de Almanzor y participaban en sus algazúas en territorios cristianos. Esta reforma, finalizada, pero no iniciada por Almanzor, dividió a la población fundamentalmente en dos grupos desiguales: una gran masa de contribuyentes ajenos al servicio de armas y una pequeña casta de militares profesionales, en general de fuera de la península.
El aumento de las fuerzas militares y su profesionalización parcial conllevaron el aumento de los gastos financieros para sostenerlas y estos supusieron un incentivo más para realizar campañas, que producían botín y tierras con las que pagar a las tropas. Estas tierras, cuando se entregaban a los soldados como pago, quedaron a partir de entonces sometidas a tributo y dejaron de suponer un sistema de colonización de las fronteras. El ejército andalusí estaba financiado por el impuesto que pagaban los campesinos para eximirse de combatir y lo formaban reclutas locales, mercenarios extranjeros —milicias bereberes, esclavos eslavos o negros y compañías cristianas a sueldo— y voluntarios de la yihad. En esos tiempos al-Ándalus era conocida como Dar Yihad o «país de la yihad»; lo que atraía muchos voluntarios, relativamente escasos en comparación al total del ejército, lo compensaban con su celo a la hora de combatir.
Según estudios modernos, estos contingentes de mercenarios permitieron aumentar el tamaño total del ejército califal de treinta o cincuenta mil efectivos en tiempos de Abderramán III a cincuenta o noventa mil. Otros, como Évariste Lévi-Provençal, sostienen que los ejércitos cordobeses en campaña pasaron con el dictador amirí de treinta y cinco mil hasta setenta o setenta y cinco mil soldados. Las cifras de la época son a lo menos discutibles, algunas crónicas afirman que sus ejércitos campales sumaban doscientos mil jinetes y seiscientos mil infantes, mientras que otras hablan de doce mil jinetes, tres mil bereberes montados y dos mil sūdān, infantes ligeros africanos. Según las crónicas, en la campaña que arrasó Astorga y León el caudillo llevó doce mil jinetes africanos, cinco mil andaluces y cuarenta mil infantes. También se dice que, en su última aceifa, movilizó a cuarenta y seis mil jinetes, mientras otros seiscientos vigilaban la impedimenta, veintiséis mil infantes, doscientos exploradores o «policías» y ciento treinta atabaleros o que la guarnición de Córdoba se constituía de diez mil quinientos jinetes y otros tantos guardaban la frontera norte en destacamentos dispersos. Sin embargo, es mucho más probable que los ejércitos del caudillo, aun en sus aceifas más ambiciosas, posiblemente no pasaran de los veinte mil hombres. Pues puede admitirse que hasta el siglo XI ningún ejército musulmán en campaña superó los treinta mil efectivos, mientras que durante el siglo VIII las expediciones ultrapirenaicas sumaban diez mil unidades y las que se realizaban contra los cristianos del norte de la península eran menores.
En tiempos del emir Alhakén I se creó una guardia palatina de 3000 jinetes y 2000 infantes, todos ellos esclavos eslavos. Esta proporción entre ambos tipos de tropas se mantuvo hasta las reformas de Almanzor, la incorporación masiva de jinetes norteafricanos relegó a la infantería hasta solo ser usada en asedios y como guarniciones de fortalezas. Esa importación de infantes y sobre todo de jinetes bereberes llegó a traer incluso tribus completas para instalarlas en la península.
La principal arma de las campañas peninsulares, que requerían velocidad y sorpresa, era la caballería ligera. Para tratar de contrarrestarlas, los castellanos crearon la figura de los «caballeros villanos» —ennobleciendo a aquellos hombres libres que se aviniesen a mantener un caballo para aumentar las unidades montadas— mediante el Fuero de Castrojeriz del 974. Por motivos similares, el conde barcelonés Borrell creó la figura de los homes de paratge —que obtenían estatuto militar privilegiado por acudir a la lucha contra los cordobeses armados a caballo— después de perder su capital en el descalabro del 985. Por el contrario, la Armada, que había tenido un papel destacado en décadas anteriores bajo Abderramán III, durante la época de Almanzor sirvió únicamente como medio de transporte de las tropas terrestres. Ejemplos de este uso de las flotas fueron el continuo transporte de tropas entre el Magreb y la península ibérica o el uso de las naves de Alcácer do Sal en la campaña contra Santiago en el 997.
Durante esa época también floreció la industria militar en fábricas alrededor de Córdoba. Se decía que podían producir mil arcos y veinte mil flechas mensuales y mil trescientos escudos y tres mil tiendas de campaña anuales.
En cuanto a la flota, reforzó su red de puertos con una nueva base en el Atlántico, en Alcácer do Sal, que protegía la zona de Coímbra, recuperada en la década de 980, y sirvió de origen de las unidades que participaron en la campaña contra Santiago de Compostela. En la orilla mediterránea, la defensa naval estaba centrada en la base de al-Mariya, actual Almería. Las atarazanas de la flota habían sido construidas en Tortosa en el 944.
Inicialmente la defensa marítima del califato estuvo a cargo de Abd al-Rahman ibn Muhammad ibn Rumahis, veterano jejfi o «almirante» que sirvió a Alhakén II y fue cadí de Elvira y Pechina. Entre su currículo destacaban acciones como el rechazo de las incursiones de los al-Magus («idólatras») o al-Urdumaniyun («hombres del norte» o «vikingos»), en el occidente de al-Ándalus a mediados de 971; finalmente, a finales de ese año, cuando estos intentaban invadir Andalucía, el almirante partió de Almería y los derrotó frente a las costas de Algarve; en abril de 973, transportó al ejército de Gálib desde Algeciras para someter a las rebeldes tribus del Magreb y terminar con las ambiciones fatimíes. Al igual que en el 997, cuando la flota andalusí azotó las costas gallegas, en 985 había asolado las catalanas. Durante la campaña catalana, el conde Gausfredo I de Ampurias y Rosellón, intentó reunir un ejército para ayudar a los barceloneses, pero entonces varias flotillas de piratas berberiscos amenazaron sus costas, debiendo quedarse a defender sus tierras.
Para asegurarse el control militar, eliminó a las principales figuras que podían haberse opuesto a sus reformas: además de la muerte de Gálib, la participación del gobernador zaragozano en la conjura de su hijo mayor le sirvió como justificación para sustituirlo por otro más afín del mismo clan, Banu Tuyib. El almirante de la flota —que gestionaba un importantísimo presupuesto— fue envenenado en enero de 980 y sustituido por un hombre fiel a Almanzor.
Si en el Ejército fomentó la llegada de bereberes fieles a su persona, en la Administración favoreció a los eslavos en detrimento de los funcionarios andalusíes, de nuevo con el objetivo de rodearse de personal leal solo a él.
Las rutas de transporte terrestres estaban salpicadas de plazas fuertes, ya que desde antaño los dignatarios andalusíes procuraron controlar las comunicaciones. Sus correos eran transmitidos por mensajeros comprados en Sudán y entrenados especialmente para ese propósito; en ellos iban los informes oficiales que sus cancillerías redactaban sobre las campañas anuales.
El califato gobernado por Almanzor era un Estado rico y poderoso. Según Colmeiro, de acuerdo a la estimación de que por cada millón de habitantes se podían extraer diez mil soldados en una sociedad preindustrial, y considerando a las crónicas exageradas diez veces en los números reales —estas hablan de ochocientos mil soldados—, el califato podría tener ocho millones de habitantes. Los que utilizan un criterio alcista, estiman entre siete y diez millones, pero probablemente fueran muchos menos. Tradicionalmente se habla que, en torno al año 1000, el califato ocupaba cuatrocientos mil kilómetros cuadrados y estaba poblado por tres millones de almas —en comparación, los Estados cristianos reunían ciento sesenta mil kilómetros cuadrados y medio millón de personas—. Para el siglo X el 75 % de la población bajo dominio omeya se había convertido al islam —se alcanzó el 80 % dos centurias después—. En comparación, al momento de la invasión musulmana España tenía unos cuatro millones de habitantes —aunque no faltan quienes los elevan a siete u ocho—.
También poseía grandes ciudades como Córdoba, que pasaba los cien mil habitantes; Toledo, Almería y Granada, que rondaban los treinta mil; Zaragoza, Valencia y Málaga, todas por encima de los quince mil. Había un fuerte contraste con la civilización cristiana, que prácticamente carecía de grandes núcleos urbanos en España.

### Defensa de la ortodoxia religiosa y legitimación del poder
Uno de los instrumentos para afianzar su poder fue la corte organizada por Almanzor, en la que escritores y poetas loaban las virtudes de este, alabanzas que se utilizaban como propaganda entre el pueblo.

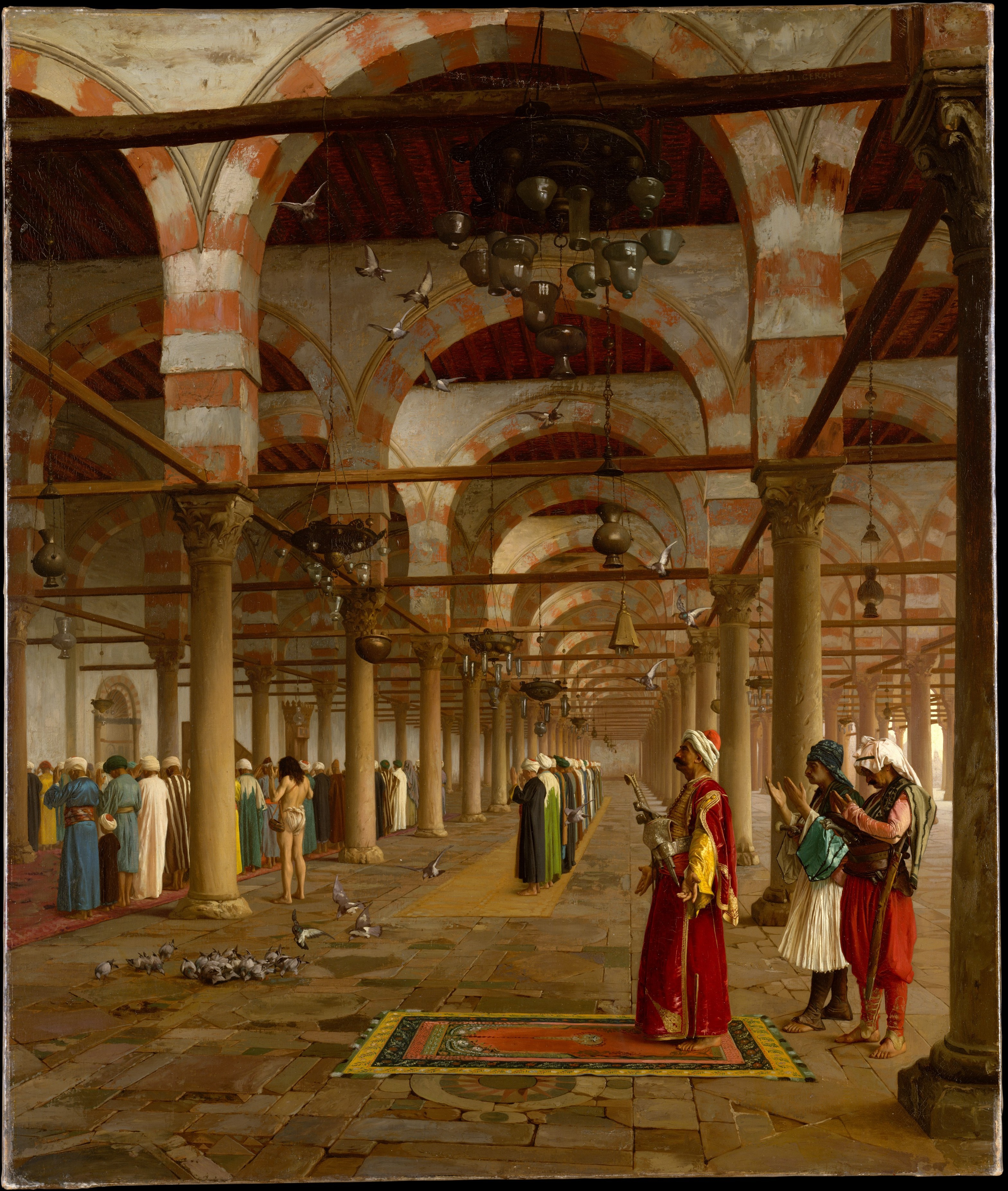
Rezo en la mezquita. Entre los gestos que Almanzor realizó para aparecer como defensor de la fe, se contó la ampliación de la mezquita de Córdoba.

Tanto la estabilidad y prosperidad del régimen como su defensa rigurosa del islam —que Almanzor se encargó de mostrar mediante distintos gestos piadosos— le otorgaron apoyo popular. Entre ellos se contó el copiar a mano un Corán que llevaba durante sus campañas o el ampliar la mezquita de Córdoba (987-990). Las ambiciones políticas del chambelán tuvieron importantes repercusiones en la cultura y la religión, obligadas a respaldarlo. Su imagen de adalid del islam condujo a la censura de algunas ciencias, consideradas no islámicas y al expurgo de la importante biblioteca de Alhakén de obras consideradas heréticas. El interés político —su necesidad de congraciarse con los jurisconsultos cuando su poder aún era inestable— llevó a su censura de la lógica, la filosofía o la astrología, a pesar de su aprecio por la cultura. Su intromisión en asuntos religiosos llegó hasta el nombramiento de su propio tío —por otra parte, veterano cadí— como cadí principal tras la muerte del hostil Ibn Zarb, que se había opuesto a algunas de sus peticiones. La principal expresión de su defensa de la religión, sin embargo, fueron sus campañas militares contra los Estados cristianos, método de legitimación que ya antes habían utilizado los califas, pero que Almanzor extremó. Las sucesivas victorias, a pesar de sus efectos pasajeros, tuvieron un gran efecto propagandístico, tanto en el califato como en los Estados enemigos del norte. A cada crisis de su carrera política correspondieron grandes o numerosas campañas militares.
Las aceifas tenían además un beneficioso efecto económico por el botín —especialmente en abundantes esclavos— que se obtenía en ellas y por la seguridad que otorgaban a las fronteras.

### Las campañas del Magreb
La exigua producción cerealista cordobesa obligaba a los omeyas a abastecerse en el Magreb, lo que obligaba a estos a oponerse a la expansión fatimí en la región, que ponía en peligro su suministro. El califato cordobés y su rival chiita fatimí se disputaban el control de la región y, con ella, el del comercio del Mediterráneo occidental. A diferencia de sus campañas en la península ibérica y a excepción de la efectuada conjuntamente con Gálib al comienzo de su carrera, la intervención de Almanzor en los combates en el Magreb no fue personal, sino de supervisión. La dirección efectiva de la lucha quedaba en manos de algún subalterno, al que solía acompañar ceremonialmente hasta Algeciras para que las tropas y su general atravesasen el estrecho.
Abderramán III había conquistado Ceuta y Tánger y las había fortificado en el 951, pero no había podido evitar que el comandante fatimí de la región se hiciese con el control del Magreb en el 958-959, tras incendiar la flota omeya en Almería en el 955. En el 971, los clientes omeyas sufrieron otra dura derrota. La marcha a Egipto de la dinastía rival alrededor del 972 favoreció a los omeyas, que hubieron de enfrentarse al cliente fatimí Buluggin ibn Ziri, bereber sinhaya.

La situación en el Magreb a finales de la década de 970.

La estrategia amirí comenzó por la fortificación de Ceuta, dotada de una numerosa guarnición. En mayo del 978 las tribus zanata se apoderaron de la ciudad de Siyilmasa —extremo septentrional del comercio transahariano de oro, sal y tejidos—, donde se fundó un principado proandalusí gobernado por Jazrun ibn Fulful, el conquistador de la ciudad. El éxito de la política clientelar omeya, continuada por Almanzor, permitía concentrar el poderío ofensivo de las tribus bereberes en la extensión de las zonas que reconocían su legitimidad y limitaba los enfrentamientos entre las que admitían la protección cordobesa. Esta conquista —que otorgó gran prestigio a Hisham y Almanzor y supuso una dura afrenta a los fatimíes pues era la ciudad donde se había presentado su fundador ante los kutama— permitió contrarrestar la influencia de los fatimíes que, después de trasladarse a Egipto, habían dejado estas regiones bajo el control de los ziríes. Ibn Ziri reaccionó con una victoriosa campaña que desbarató temporalmente a los zanata y le permitió recuperar gran parte del Magreb occidental antes de asediar Ceuta. Los zanata allí refugiados solicitaron ayuda a Almanzor, que envió un gran ejército —al que acompañó hasta Algeciras— para rechazar a Ibn Ziri, que decidió retirarse, aunque continuó hostigando a los partidarios de los omeyas hasta su muerte en el 984. Los efectos de las correrías de Ibn Ziri, sin embargo, fueron pasajeros: a su muerte la mayoría de las tribus de la región volvieron a aceptar la autoridad religiosa cordobesa.
En el 985 y ante el regreso del idrisí Hasan ibn Gannun —que se había proclamado califa— desde su refugio en la corte fatimí en Egipto, Almanzor acompañó a un nuevo ejército que cruzó al Magreb a enfrentársele y que mandaba un primo suyo. Nuevos refuerzos partieron más tarde al mando del hijo mayor de Almanzor y de su suegro, el gobernador de Zaragoza. Abrumado por la fuerza del enemigo, el idrisí pactó su rendición y marchó a la corte cordobesa, pero Almanzor lo mandó asesinar camino de la ciudad —más tarde, hizo ajusticiar a su primo, que había concedido el salvoconducto al rebelde—.
Las desavenencias entre los distintos caudillos tribales sometidos a los omeyas produjeron la siguiente crisis: el favor otorgado por Almanzor a Ziri ibn Atiyya —magrava— disgustó a otros jefes que acabaron alzándose en armas y venciendo al gobernador andalusí de Fez —que falleció en el combate— y a Ibn Atiyya en abril del 991. Tras la derrota del 991, Almanzor comprendió la necesidad de otorgar el control de la región a los caudillos bereberes locales en vez de tratar de gobernarla a través de delegados andalusíes. Esta estrategia debía atraer el respaldo de las tribus locales a los omeyas cordobeses. Fundamentalmente, la suerte de las campañas dependía de las cambiantes lealtades de los distintos caudillos tribales, aunque, en general, los zanata respaldasen a los omeyas y los sinhaya a los fatimíes. Tras una infructuosa división de territorios entre Ibn Attiya y otro jefe tribal que había abandonado a los fatimíes —tío de al-Mansur ibn Buluggin, hijo y sucesor de Buluggin ibn Ziri—, Almanzor otorgó todos los controlados por el califato cordobés a Ibn Atiyya, que logró derrotar a los rebeldes y a los partidarios de los fatimíes en el 994. Ese año fundó en su provecho un pequeño principado centrado en Uchda.
La crisis entre Almanzor y la familia califal en el 996-998 provocó el enfrentamiento entre aquel y Ibn Atiyya, que consideraba la actitud del chambelán irrespetuosa con el califa. Viendo en Ibn Atiyya una amenaza a su poder, Almanzor lo destituyó y envió fuerzas a combatirlo. Los Banu Magrava, los Banu Ifrán y los Banu Miknasa se unieron a las fuerzas andalusíes, desembarcadas en Tánger, que pronto recibieron refuerzos al mando del hijo de Almanzor, ya chambelán. A comienzos de agosto del 998, el propio Almanzor acompañó a los numerosos refuerzos destinados a participar en la campaña hasta Algeciras. En octubre del 998, Abd al-Málik lograba derrotar y poner en fuga a Ibn Atiyya, sin que esto supusiese el fin de la búsqueda de apoyos locales para la administración omeya. Hasta su muerte, sin embargo, el gobierno del territorio quedó en manos de sucesivos oficiales andalusíes.
Las campañas en el Magreb también tuvieron una importante consecuencia para la política andalusí: Almanzor trajo tropas y caudillos bereberes a la península, tanto como fuerzas fieles a sí mismo como contingentes en las aceifas contra los territorios cristianos. Algunos de estos caudillos fueron nombrados incluso visires, lo que tampoco impidió su ocasional caída en desgracia.

### Aceifas contra los cristianos

#### Incursiones

Campañas militares de Almanzor. En verde oscuro, territorios hostigados por el militar árabe. El mapa muestra las principales aceifas de Almanzor y las fechas en que se llevaron a cabo.

##### Características generales
Ya desde el 950, a la muerte de Ramiro II de León, tanto leoneses como navarros y catalanes habían tenido que reconocer la soberanía cordobesa mediante un tributo anual cuyo impago conllevaba una campaña de represalia. Almanzor comenzó a realizarlas en el 977 y continuó hasta su muerte en el 1002, aunque la mayoría se concentraron en los últimos años del chambelán, los de mayor poder. Paralelamente a las campañas del Magreb, Almanzor estuvo consagrado a la guerra contra los reinos cristianos de España. Aunque las diversas fuentes no coinciden, se calcula que realizó alrededor de cincuenta y seis campañas, veinte de ellas en el primer periodo del 977 al 985. En estas ofensivas, Almanzor atacó tanto centros de importancia política y económica como religiosa. Las famosas razzias, algaras o aceifas, literalmente «campañas de verano», y llamadas por los cristianos cunei, tenían como objetivo táctico y económico la captura de cautivos y ganado del enemigo; estratégicamente buscaban generar un estado de inseguridad permanente que impidiera a los cristianos desarrollar una vida organizada —fuera de castillos, ciudades fortificadas o sus proximidades—. Su característica principal era la corta duración de las campañas y la lejanía de los puntos alcanzados en ellas. A pesar del éxito militar de las numerosas incursiones, con ellas no se logró evitar la ruina del Estado. Aunque detuvo el avance de las repoblaciones cristianas y desmanteló importantes fortalezas y ciudades, no consiguió modificar notablemente las fronteras porque Almanzor rara vez ocupó los territorios que saqueaba.
La región más afectada y vulnerable por las aceifas era el valle del Duero. Era esta precisamente la zona receptora de colonos que llegaban a poblarla debido a la presión demográfica que existía en Asturias, embrión del reino, protegido por los montes cantábricos, pero que no dejaba de ser una estrecha franja de tierra aunque capaz de defenderse a sí misma, a diferencia de León o Galicia, más vulnerables a las algaras moras. De hecho, las campañas de Almanzor afectaron toda la España cristiana a excepción del litoral cantábrico, lo cual contribuyó a que León y Galicia quedaran bajo la soberanía de la corona asturleonesa, pero con gran autonomía debido a la debilidad de la expansión del reino.

##### Primeras campañas con Gálib

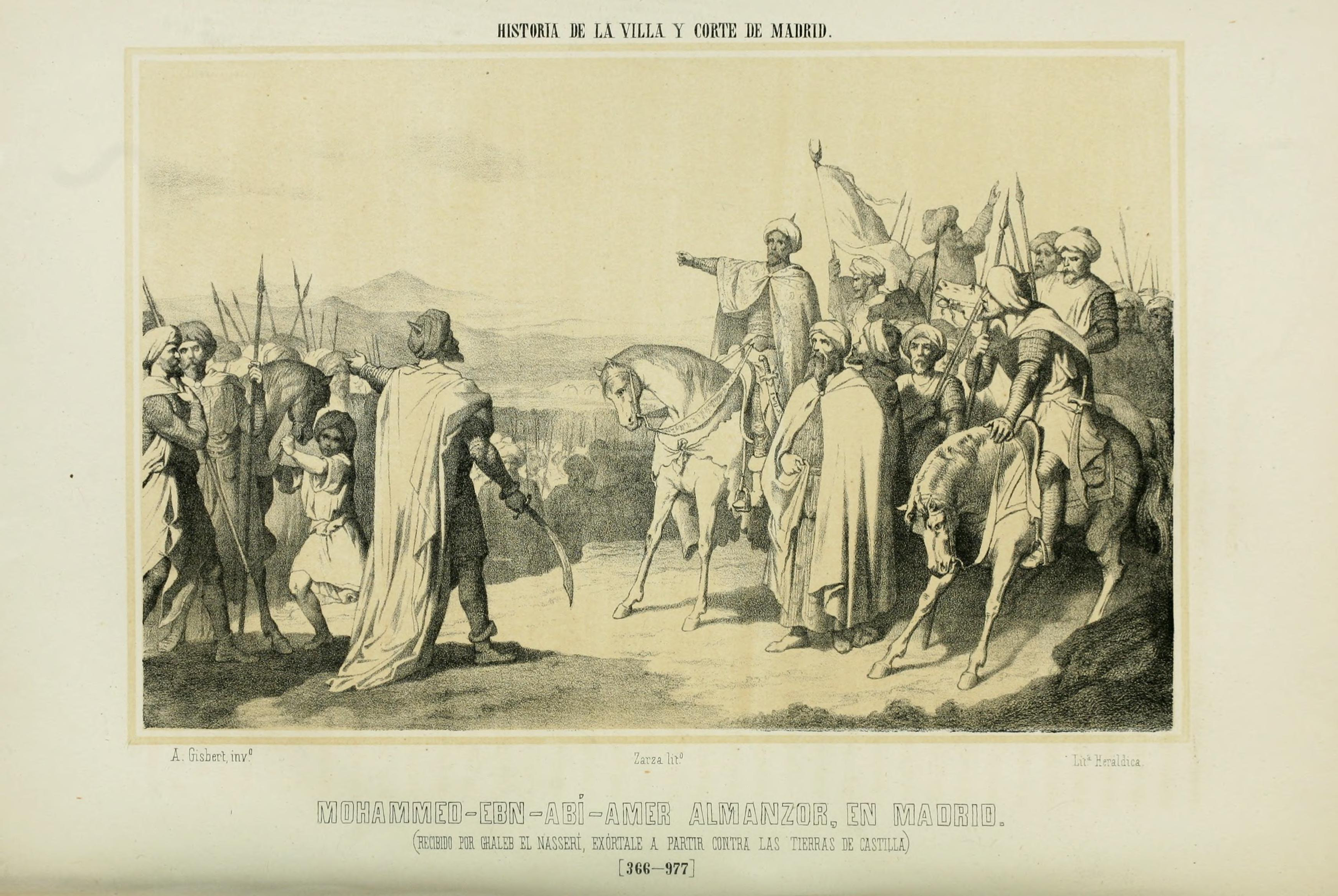
Ilustración publicada en el primer tomo de Historia de la Villa y Corte de Madrid (1860), en la que se representa a Almanzor en Madrid.

Las primeras ocho campañas las realizó con el apoyo de su suegro Gálib. Entre ellas se contaron tres en las tierras salmantinas (dos en el 977 y una en el 978), otra contra Cuéllar (el mismo año), una contra Pamplona y Barcelona (la larga campaña del verano del 978), una contra Zamora (o tal vez Ledesma, según otros autores, en la primavera del 979) y una contra Sepúlveda (en el verano del 979, que no pudo tomar, aunque arrasó sus alrededores). La octava fue uno de sus acompañamientos de las fuerzas destinadas al Magreb hasta Algeciras, entre septiembre del 979 y principios del 980.
La novena campaña (en la primavera del 980) fue durante la que tuvo lugar la ruptura entre Almanzor y Gálib y es conocida como «la de la traición» por el asalto por sorpresa de Gálib a su yerno en Atienza. Al enfrentamiento siguió una corta correría por Castilla. Las siguientes cuatro ofensivas (una en el otoño del 980, dos en la primavera del año siguiente y una en el verano) tuvieron lugar durante la lucha entre los dos rivales. Durante la última campaña —la de la victoria sobre Gálib—, Almanzor recuperó el control de las fortalezas de Atienza y Calatayud, partidarias de su rival.

##### Debilitamiento de León y hostigamiento de la frontera castellana

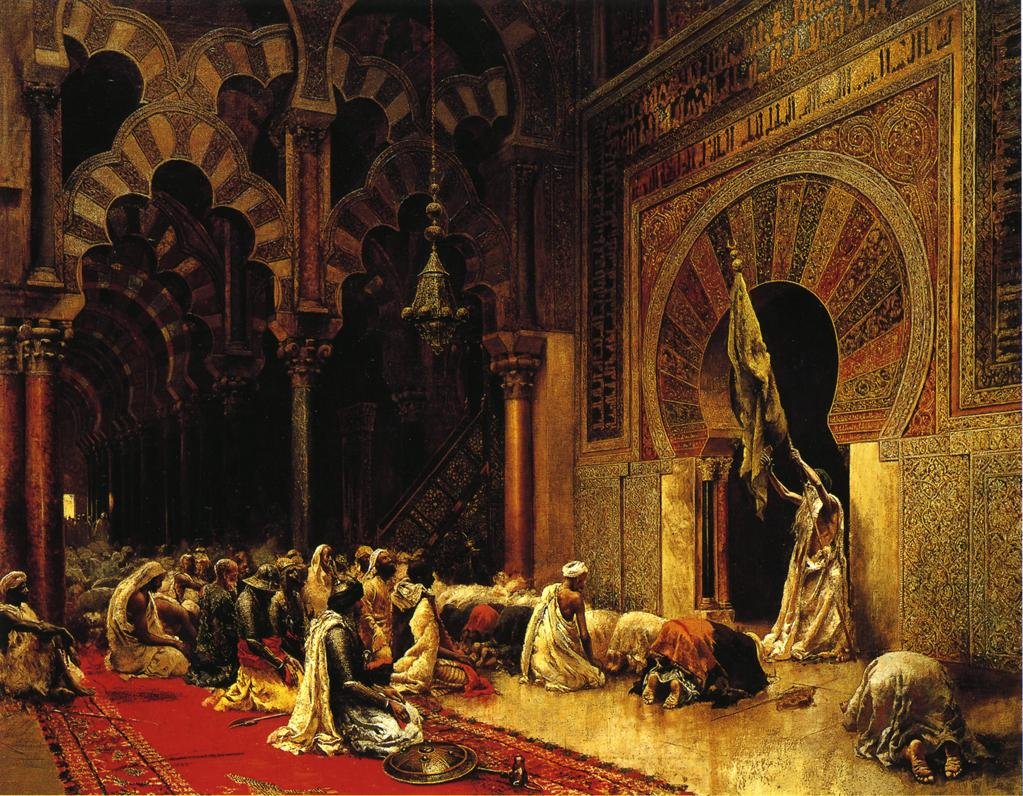
Llamada a la yihad en la mezquita de Córdoba, según un cuadro decimonónico. Almanzor se presentó como campeón del islam en sus numerosas campañas contra los Estados cristianos peninsulares y utilizó esta imagen para justificar su poder político.

Como consecuencia de la derrota de Gálib en el verano del 981, las fuerzas de Almanzor continuaron su avance para saquear y destruir los arrabales de Zamora a finales del verano y más tarde debelar a navarros, castellanos y leoneses en Rueda (o Roa) y recuperar Simancas, que fue arrasada. La pérdida de Simancas supuso la ruptura de la línea defensiva cristiana a lo largo del Duero, que campañas posteriores acabaron por desmantelar. Estas derrotas, junto con el apoyo de Almanzor a los rivales del rey leonés —primero a Bermudo frente al debilitado Ramiro III y más tarde a los condes rivales de aquel una vez que se hizo con el trono—, sumieron a León en una crisis política y lo sometieron al arbitrio de Almanzor. En general, Almanzor sostuvo a las familias nobles opuestas al monarca del momento para aprovechar las desavenencias leonesas en su beneficio. Desde el 977, atacó prácticamente todos los años territorios leoneses.
Los condes gallegos y portugueses, hostiles a Ramiro como lo habían sido a su padre, buscaron apaciguar a Almanzor tras la campaña de Trancoso y Viseo de principios del invierno del 981 y para ello buscaron imponer un nuevo rey (Bermudo, coronado en octubre del 982 en Santiago al tiempo que Almanzor saqueaba los arrabales de León). Castilla y León, por el contrario, sostenían a Ramiro, expuesto continuamente a los asaltos cordobeses. En el 983, Ramiro sufrió el saqueo de Salamanca (en el otoño, aunque no pudo ser tomada, solo saqueados sus arrabales) y de Sacramenia (a comienzos del invierno); en esta última se pasó por las armas a los varones y se capturó al resto de la población. En su intento de acabar con el avance cristiano al sur del Duero, continuó asaltando las posiciones leonesas y castellanas en esta zona y los puntos más importantes de la repoblación, como Zamora (984) o Sepúlveda (el mismo año, arrasada antes de abatirse sobre Barcelona). La destrucción de Sepúlveda obligó a Ramiro a someterse a Córdoba en el 985 —año de su fallecimiento por causas naturales—, como ya había hecho antes Bermudo. Al sometimiento de Bermudo le acompañó el de otros condes portugueses y gallegos. A este se le impuso la presencia de fuerzas cordobesas a modo de protectorado, que permanecieron en el reino leonés hasta el 987.
La expulsión de las tropas cordobesas de León por Bermudo una vez que se alzó con la victoria sobre Ramiro desencadenó la aceifa contra Coímbra del 988 y el incendio del monasterio de San Pedro de Eslonza en la primera campaña de represalia en el 986, en la que también había tomado León, Zamora, Salamanca y Alba de Tormes, antes de asaltar Condeixa.

##### Correrías contra Navarra y los condados catalanes
En el 982, tuvo lugar la «campaña de las tres naciones» posiblemente contra castellanos, navarros y francos de Gerona, que forzó al rey navarro Sancho II de Navarra a entregar a su hija Urraca Sánchez, más tarde conocida como Abda a Almanzor. De esta unión nacería el último de los miembros de la dinastía política amirí, Abderramán Sanchuelo. En el 985 y aprovechando el sometimiento de los leoneses y castellanos, atacó duramente Barcelona, que logró tomar con extrema crueldad a comienzos de julio. Almanzor ya había atacado la región anteriormente, en el verano de 978, cuando asoló durante varios meses la llanura de Barcelona y ciertas áreas de Tarragona, conquistada por los condes barceloneses algunas décadas antes. En esta larga incursión de casi tres meses, capturó la ciudad con ayuda de la flota, hizo prisioneros al vizconde Udalardo y al archidiácono Arnulfo y saqueó los monasterios de Sant Cugat del Vallés y de San Pedro de las Puellas.

##### Nuevas campañas contra León y asalto a Castilla
En el 987, realizó dos aceifas contra Coímbra y la conquistó durante la segunda, el 28 de junio. A diferencia de anteriores ofensivas de saqueo y destrucción, en esta zona llevó a cabo repoblación con habitantes musulmanes, que la sostuvieron hasta el 1064. En el 988 y 989, volvió a asolar el Duero leonés. Asaltó Zamora, Toro, León y Astorga —que controlaba los accesos a Galicia— y obligó a Bermudo a refugiarse entre los condes gallegos.
Después de concentrar la mayoría de sus ataques en León, pasó a lanzar sus fuerzas contra Castilla a partir del 990, hasta entonces objeto únicamente de cuatro de las treinta y una campañas anteriores. El occidente leonés sufrió, no obstante, un último ataque en diciembre del 990, en el que Almanzor rindió Montemor-o-Velho y Viseo, en la línea defensiva del Mondego, probablemente como castigo por el asilo que Bermudo había concedido al omeya «Piedra Seca». La fracasada confabulación de su hijo Abdalá y de los gobernadores de Toledo y Zaragoza desencadenó el cambio de objetivo. Temiendo la ira de su padre por su participación en la conjura y arrestado ya el gobernador zaragozano, Abdalá había huido a refugiarse junto con el conde castellano García Fernández. Como castigo y para forzar la entrega de su hijo, el chambelán tomó y guarneció Osma en agosto. La amplia incursión logró su objetivo y el 8 de septiembre el conde castellano devolvía a Abdalá a su padre y lograba a cambio dos años de tregua. Abandonada Castilla, el año siguiente fue atacada Pamplona. Sancho II trató de apaciguar al caudillo cordobés con una visita a la capital del califato a finales del 992, pero no logró evitar que sus tierras fueran objeto de una nueva incursión en el 994. El último lustro de la década fue de general sumisión de Navarra al califato y de sucesivos intentos navarros de evitar cualquier campaña punitiva cordobesa.
En el 993 Almanzor atacó de nuevo Castilla por motivos desconocidos, pero no consiguió tomar San Esteban de Gormaz y tuvo que limitarse a saquear sus arrabales. Sí lo logró al año siguiente, en una algara en la que conquistó también Clunia. La pérdida de San Esteban desmanteló las defensas castellanas a lo largo del Duero y la de Clunia puso en peligro las tierras al sur del Arlanza.
A finales del 994 y con motivo de la boda entre Bermudo y la hija del conde castellano García Fernández, tomó León y Astorga, capital leonesa desde el 988, y devastó el territorio, quizá también para facilitar la futura campaña contra Santiago. En mayo del 995, el conde castellano, García Fernández, quedó malherido y hecho prisionero en una escaramuza cerca del Duero y, a pesar de los cuidados de sus captores, murió en Medinaceli. Le sucedió su prudente hijo Sancho García, que había combatido junto con los cordobeses contra su padre y que logró mantener una tregua oficiosa con el califato entre el 995 y el 1000. Los lazos entre Castilla y el chambelán se sellaron con la entrega de una de las hermanas del nuevo conde a Almanzor como esposa o concubina. Como castigo al apoyo de los Banu Gómez —condes del Saldaña y antiguos aliados de los cordobeses— al fenecido conde García, atacó Carrión en una incursión que alcanzó el monasterio de San Román de Entrepeñas. A finales del 995, una nueva incursión contra Aguiar, al sureste de Oporto, obligó a Bermudo a devolver al antiguo conspirador omeya «Piedra Seca».

##### Santiago de Compostela y las últimas campañas
En el 996, volvió a lanzar una incursión en León y destruyó Astorga para lograr que retomase el pago de tributo. En el verano de 997, asoló Santiago de Compostela, después de que el obispo Pedro de Mezonzo evacuara la ciudad. En una operación combinada en la que participaron tropas de tierra, aliados cristianos y la flota, las fuerzas de Almanzor alcanzaron la ciudad a mediados de agosto. Quemó el templo prerrománico dedicado a Santiago, respetando su sepulcro. Esto permitió la continuidad del Camino de Santiago, que había comenzado a atraer peregrinaciones el siglo anterior. La campaña supuso un gran triunfo para el chambelán en un momento político delicado, pues coincidió con la ruptura de su larga alianza con Subh. El revés leonés fue tan grande que permitió a Almanzor asentar población musulmana en Zamora a la vuelta de Santiago, mientras que el grueso de las tropas en territorio leonés quedaba en Toro. A continuación, impuso a los magnates cristianos condiciones de paz que le permitieron no realizar campaña alguna en el norte en el 998, el primer año que esto sucedía desde el 977.
En el 999, realizó su última incursión en las fronteras orientales, donde, tras pasar por Pamplona, se dirigió al este y arrasó Manresa y el Pla de Bages. En abril había atacado el condado de Pallars, regido por el hermano de la viuda del conde castellano García Fernández. Se estima que pudo ser el intento del rey navarro y de los condes catalanes de dejar de pagar tributo a Córdoba, aprovechando que Almanzor se hallaba enfrascado en el aplastamiento de Ziri ibn Atiyya, lo que desencadenó los ataques contra esta región.
También en el 999, la muerte de Bermudo en septiembre produjo una nueva minoría en León por el ascenso al trono de Alfonso V, pero esto no impidió la formación de una amplia alianza anticordobesa a la que se unieron no solo navarros y castellanos, sino también antiguos clientes cristianos de Almanzor. Sancho de Castilla, hasta entonces aliado fiel que había logrado evitar las incursiones cordobesas en su territorio, se unió a la alianza y provocó el lanzamiento del embate de Almanzor. Con gran sorpresa de este, el conde castellano logró reunir abundantes tropas suyas y de sus aliados que interceptaron el camino de las unidades cordobesas al norte de Clunia en una fuerte posición defensiva. Los dos bandos se enfrentaron en la dura batalla de Cervera (29 de julio del 1000). Almanzor alcanzó una cara victoria, tras la desbandada de gran parte de sus tropas gracias a la intervención de ochocientos jinetes.
Tras la victoria en Cervera, a finales de año realizó otra correría en la frontera occidental, donde tomó Montemor-o-Velho el 2 de diciembre del 1000 tras vencer una feroz resistencia.
Por su parte, el reino de Pamplona sufrió varios ataques casi seguidos: tras la derrota de Cervera en el 1000 y nuevamente en el 1001 y en el 1002. Estos últimos años, tras Cervera, aceleró el número de algaras, a pesar de encontrarse ya enfermo y de necesitar trasladarse en litera en ocasiones.
Su última aceifa, también victoriosa, la realizó en 1002, ya mortalmente enfermo —había sufrido artritis gotosa durante veinte años—. El objetivo era vengar la cuasiderrota de Cervera y castigar al conde castellano Sancho, artífice de la alianza que casi vence a los cordobeses. Saqueado e incendiado San Millán de la Cogolla —dedicado al patrón de Castilla y en territorio del aliado navarro de Sancho— en Pamplona, Almanzor ordenó el regreso al empeorar su salud. Murió camino de Córdoba, sin alcanzar la capital.
Las victoriosas aceifas de Almanzor se debieron a sus habilidades como táctico militar y al ejército que comandaba, que era una fuerza altamente profesionalizada y cuyas dimensiones empequeñecían cualquier mesnada que los reyes y condes cristianos podían reunir para presentarle batalla: «rara vez por encima de 1000 caballeros o de 2000 o 3000 hombres en total». Tenían pocas semanas en primavera o verano para reunirlos y no solían ser más que algunos cientos de caballeros y peones. «La media más frecuente parece haber sido un caballero por cada dos o tres jinetes auxiliares (escuderos y otros) y de uno de estos por cada dos o tres peones». En aquellos tiempos un ejército de diez o quince mil hombres —un tercio caballeros y el resto peones— era la máxima concentración de fuerzas que un gobernante medieval podía realizar al presentar batalla. Por ejemplo, las aceifas musulmanas contaban con formaciones de apenas mil a diez mil hombres. «Un ejército de diez o quince mil hombres se considera de todo punto excepcional y pocos historiadores estarían dispuestos a admitir que en alguna ocasión ese número fuera realmente alcanzado por una hueste durante una batalla».
En sus campañas Almanzor dio vital importancia a la caballería, tanto que había reservado las islas del Guadalquivir para la cría caballar. Aquellas marismas de los alrededores de Sevilla, Huelva y Cádiz poseían pastos idóneos para criar caballos. También se importaron mulas de las islas Baleares y camellos de África, estos últimos criados en la zona semidesértica entre Murcia y Lorca. Según Vallvé: «Normalmente participaban en sus aceifas doce mil hombres de a caballo, inscritos en la escalilla militar y a los que, además de la acostumbrada soldada, se les proporcionaban una caballería con sus arreos, armas, alojamiento, pagas y gratificaciones para diversos gastos, y forraje para las caballerías, según su categoría».

#### Botín y esclavos
Las aceifas eran la continuación de una política proveniente de tiempos del emirato: la captura de numerosos contingentes de esclavos cristianos, los famosos «eslavos» o «francos», en árabe saqtïliba o saqáliba (plural de siqlabi, «esclavo»). Estos eran la parte más lucrativa del botín, y constituían un excelente método de pago de las tropas, tanto que muchas aceifas eran verdaderas cacerías de personas. De estas actividades provenían muchos eunucos que eran elementos imprescindibles para manejar los harenes; otros eran comprados ya castrados en Verdún y descargados en Pechina o Almería según Liutprando de Cremona. Sin embargo, el artículo más valioso eran las bellas muchachas, seleccionadas según «la predilección que tenían por las rubias y pelirrojas gallegas, vasconas y francas», usualmente descritas también con ojos azules, grandes senos, caderas anchas, piernas gruesas y dentadura perfecta que «surtían los gineceos de la familia real y de la aristocracia como concubinas y esposas legítimas». Igual que en el caso de los eunucos, algunas esclavas eran compradas a piratas que atacaban las costas mediterráneas, otras venían de poblaciones eslavas o germánicas compradas varias veces a vikingos, y también estaban los negros y negras importados desde Sudán. Pero la mayoría eran niños que serían islamizados y destinados a trabajos en la corte, incluida la labor de eunuco. A este lucrativo comercio estaban dedicados judíos y en menor medida musulmanes, gracias a su habilidad como intérpretes y embajadores.
Durante el régimen amirí el ya rico mercado andalusí de esclavos alcanzó proporciones sin precedentes. Por ejemplo, las crónicas moras mencionan que tras destruir Barcelona en julio de 985, Almanzor trajo encadenados al gran mercado de Córdoba a setenta mil cristianos y, tras destruir Simancas en julio de 983, capturó diecisiete mil mujeres y apresó a diez mil nobles. Obviamente, estas cifras deben ser consideradas con cuidado, pero de igual manera, ante la enormidad que alcanzó este tipo de comercio durante su mandato, el amirí es descrito como «el importador de esclavos», tanto que el ʿamma o vulgo cordobés solicitó a su sucesor detener el comercio puesto que, para conseguir un buen esposo para sus hijas, debían elevar las dotes a niveles exorbitantes, porque las esclavas cristianas jóvenes eran tan numerosas y baratas que muchos hombres preferían comprarlas en lugar de casarse con musulmanas.

## Muerte y sucesión

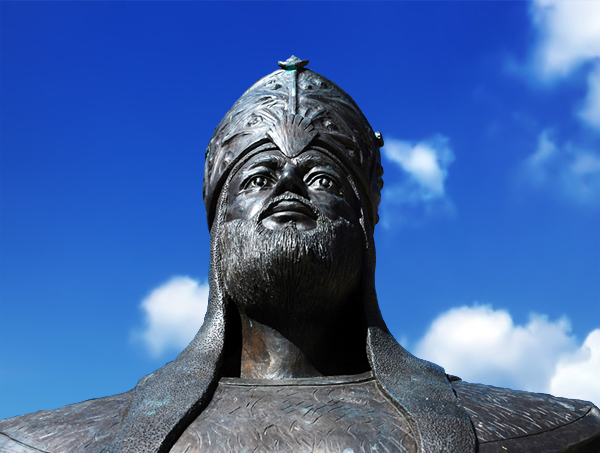
Estatua en Calatañazor. La derrota sufrida supuestamente poco antes de su muerte durante su última campaña en esta localidad es una leyenda de creación posterior.

Falleció el 9 de agosto del 1002, con unos sesenta y cinco años de edad, enfermo en Medinaceli. Si bien hay una total coincidencia sobre la fecha y el lugar de la muerte de Almanzor, la causa del fallecimiento sigue siendo, hoy en día, un misterio. La hipótesis más extendida es que fue debida a la artritis gotosa que padecía.
Los escritos del cronista árabe Ibn Idarï, en su obra Al-Bayan al-Mughrib, traducida al español por Ambrosio Huici Miranda, apoyan esta tesis. Describe los terribles dolores que la gota úrica produjo en Almanzor, provocando en él un pertinaz insomnio, nerviosismo e irritabilidad. Estos dolores se veían acrecentados por los remedios de la época, que consistían en la dolorosa cauterización de los tofos ulcerados que cubrían los pies y las piernas de Almanzor.
La gota úrica puede afectar al riñón, ya que los tofos gotosos pueden depositarse en él, dañando la función renal. Un estudio reciente demuestra la asociación de gota úrica con nefropatía crónica.En la época de Almanzor, una nefropatía crónica no tenía tratamiento y era más que probable causa de muerte. En otro estudio se demostró que la gota, particularmente cuando se acompaña de niveles elevados de ácido úrico, está asociada con un riesgo aumentado de mortalidad, sobre todo en hombres de mayor edad, principalmente debido a enfermedades cardiovasculares.
Durante los últimos días, ya moribundo, aconsejó sobre el gobierno del califato a su hijo, que se apresuró tras su muerte a acudir a Córdoba para recibir el puesto de su padre y evitar cualquier veleidad de oposición de los partidarios de la familia del califa. La Crónica Silense sentencia:

Pero, al fin, la divina piedad se compadeció de tanta ruina y permitió alzar cabeza a los cristianos pues, en el año decimotercero de su reino, después de muchas y horribles matanzas de cristianos, fue arrebatado en Medinaceli, gran ciudad, por el demonio, que le había poseído en vida, y sepultado en el infierno.

Su cuerpo fue cubierto con el lienzo de lino que sus hijas habían tejido con sus propias manos y cuya materia prima procedía de los ingresos de la hacienda heredada de sus antepasados en Torrox, solar de su estirpe. Sobre sus restos —enterrados en el patio del alcázar de la localidad— se extendió el polvo que sus servidores sacudían de sus ropas después de cada batalla contra los cristianos. Según el historiador árabe Ibn Idari, los siguientes versos se esculpieron en mármol, a manera de epitafio:

Sus hazañas te enseñarán sobre él,
como si lo vieras con tus propios ojos.
Por Dios que jamás volverá a dar el mundo nadie como él,
ni defenderá las fronteras otro que se le pueda comparar.

La dinastía de chambelanes que fundó continuó con su hijo Abd al-Malik al-Muzaffar, y luego con su otro hijo, Abderramán Sanchuelo, quien, incapaz de conservar el poder heredado, murió asesinado en el 1009. Con la caída de los amiríes comenzó la disgregación del califato centralizado en taifas.
Más tarde, surgió la leyenda de una derrota inmediatamente anterior a su muerte, la de la batalla de Calatañazor, aparecida primero en la Primera Crónica General y más tarde adornada en otros documentos. La tradición sostiene que «en Calatañazor Almanzor perdió el tambor», expresión que indicaba que allí perdió su alegría debido a la derrota que se le infligió.
| Predecesor: Yaáfar al-Mushafi | Hayib (junto a Ghālib ibn ʿAbd al-Raḥmān hasta 981) 977-1002 | Sucesor: Abd al-Málik al-Muzáffar |